# Rhionaeschna bonariensis
Rhionaeschna bonariensis es una especie de libélula de la familia Aeshnidae que se encuentra desde el sur de Argentina, Brasil, Paraguay y Uruguay.

## Etimología
El epíteto específico alude a su localización en la provincia de Buenos Aires, Argentina.

## Nombre común
Es conocido como Alguacil bonaerense.

## Características
Rhionaeschna bonariensis mide entre 50 y 58 cm de longitud. Es de color marrón a gris con manchas celestes a amarillas.

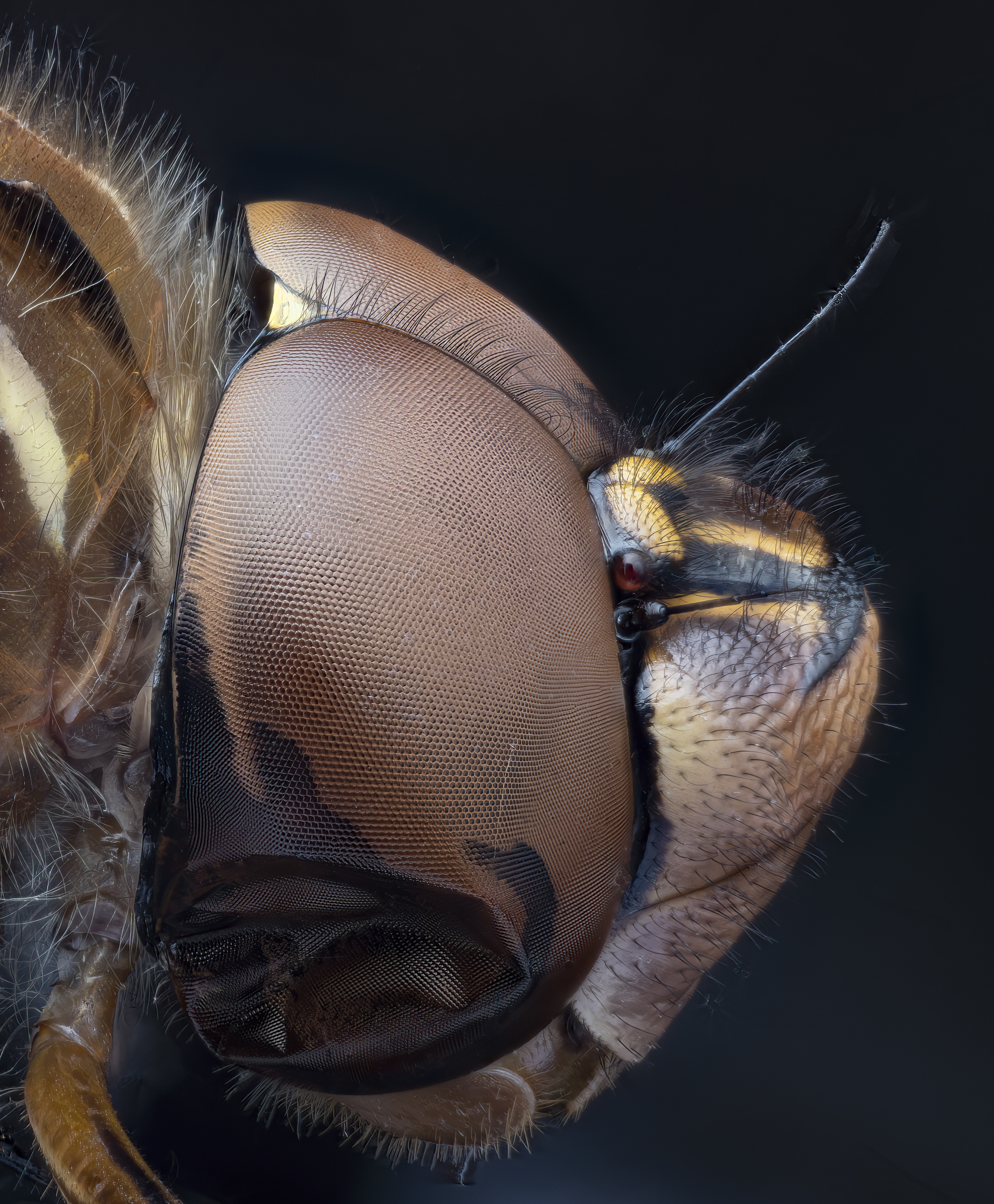
Ojos de Rhionaeschna bonariensis

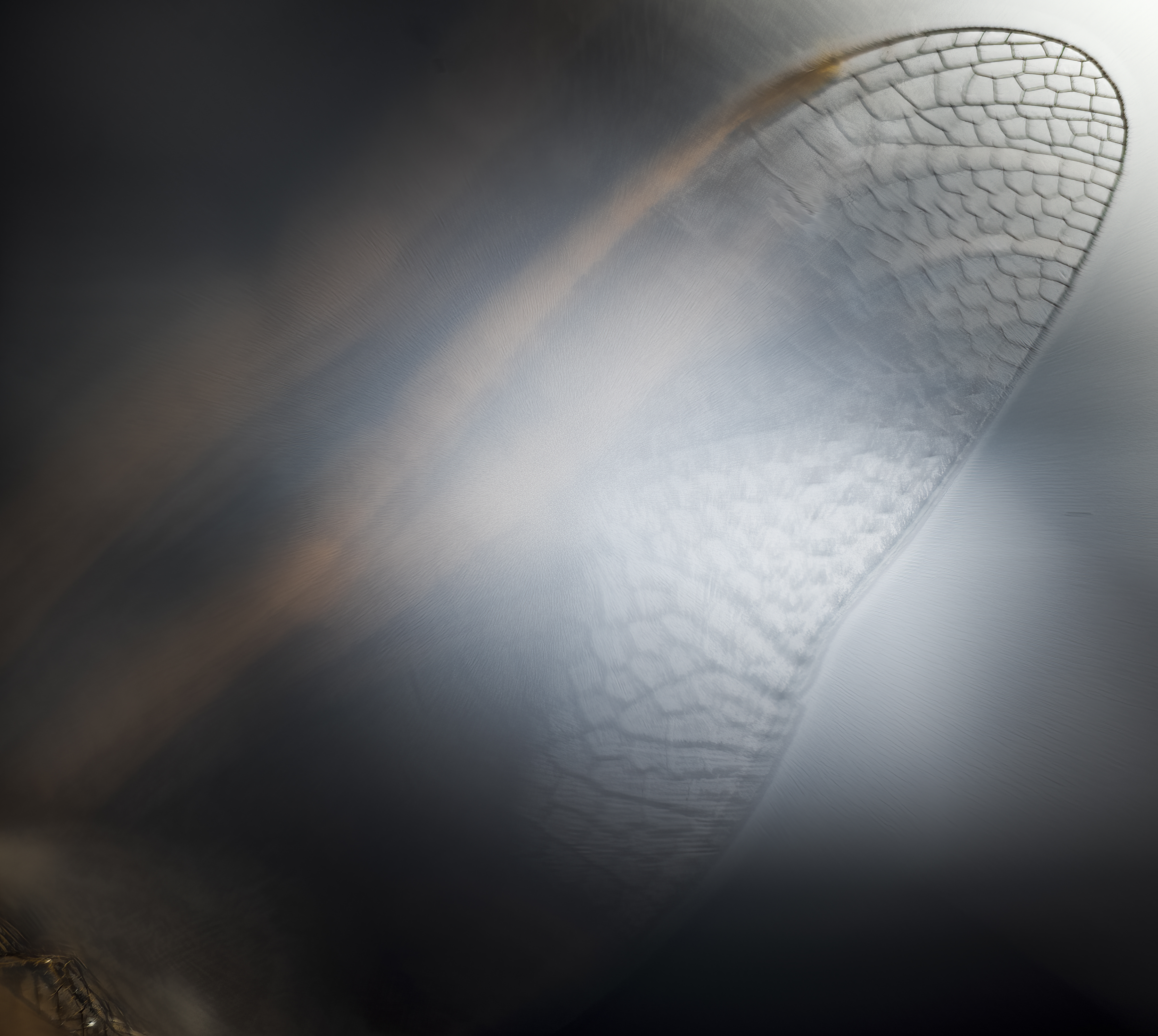
Ala de Rhionaeschna bonariensis

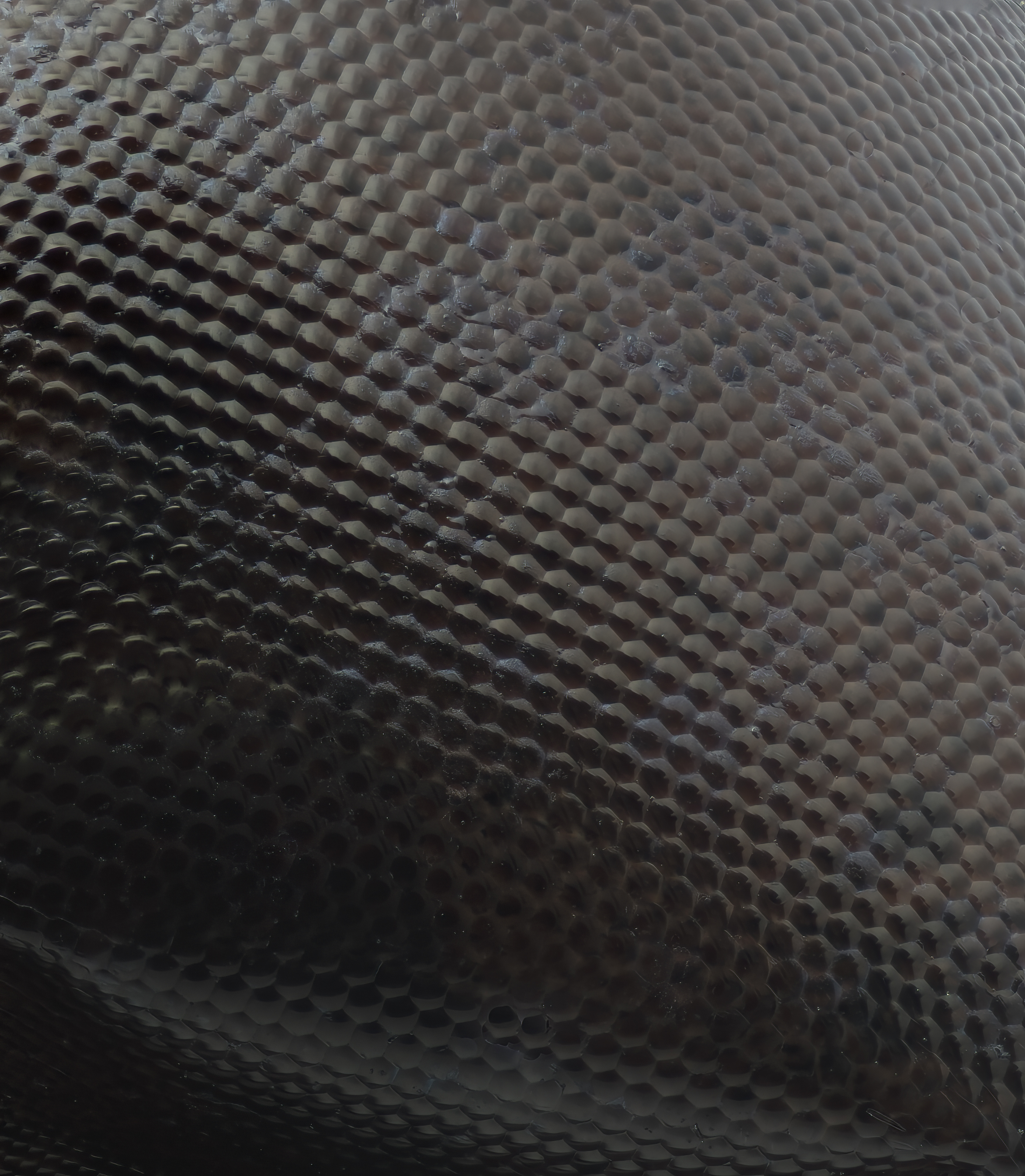
Omatidios de un ojo de una Rhionaeschna bonariensis

## Distribución
Se lo encuentra en bosques bajos y estepas de Argentina, Brasil, Paraguay y Uruguay.

## Clasificación
- Reino Animalia 
  - Filo Arthropoda 
    - subfilo Hexapoda 
      - Clase Insecta 
        - Subclase Pterygota
          - orden Odonata 
            - Suborden Anisoptera 
              - Superfamilia 
                - Familia Aeshnidae 
                  - género Rhionaeschna 
                    - Rhionaeschna bonariensis